# Marie Brand und der Tote im Trikot
Marie Brand und der Tote im Trikot ist die 29. Episode der Krimiserie Marie Brand. Der Fernsehfilm mit Mariele Millowitsch in der Titelrolle und Hinnerk Schönemann als Kriminalhauptkommissar Jürgen Simmel wurde am 10. November 2021 im ZDF erstausgestrahlt.

## Handlung
Seit zwei Jahren galt Radsportler und Olympiahoffnung Stefan Lürs als verschollen. Nun wurde seine Leiche, aufgrund eines anonymen Hinweises, in unmittelbarer Nähe seines Trainingsstadions gefunden. Für Kommissarin Marie Brand stellt sich sofort die Frage, warum der Hinweis jetzt kam? Von der Familie wurde keine Vermisstenanzeige aufgegeben, da man annahm, Stefan wollte sich dem Leistungsdruck entziehen und sich im Ausland ein neues Leben aufbauen. Seine letzten Lebenszeichen kamen aus Barcelona.
Die folgende Ermittlungen führen Brand und ihren Kollegen Jürgen Simmel zu dem Stiefvater des Toten. Die familiären Verhältnisse sind etwas angespannt, denn Joachim Novotny hat, nach dem Tod seiner Frau, seine Stiefsöhne ab deren 10. Lebensjahr allein groß gezogen. Obwohl Sebastian und Stefan Zwillinge waren, stand Sebastian stets in Stefans Schatten und hat zu seinem Vater kein sehr inniges Verhältnis. Stefans ehemaliger Trainer Ralf Krieger bestätigt den Ermittlern, dass sein Schützling unbedingt von seinem Stiefvater weg wollte, von dem er sich nur ausgenutzt fühlte, weil dieser Ruhm und Erfolge konsequent zu Geld gemacht hat. Die Obduktion bringt zutage, dass das Opfer an starker Coxarthrose gelitten hat, was die sportliche Karriere irgendwann beendet hätte. Damit dies nicht zu schnell passiert, hatte Stefan starke Schmerzmittel erhalten. Die sportlichen Kontrollen konnte er umgehen, weil stets sein Zwillingsbruder für ihn die Urinproben abgegeben hatte.
Ein weiteres Konfliktpotenzial finden Brand und Simmel im Beziehungsgeflecht zwischen Stefan, seinem Trainer und Sybille Reif, die Stefans Webseite pflegte. Sie hatte sich immer Hoffnungen auf Stefan gemacht, musste dann aber erkennen, dass ihr Idol augenscheinlich schwul war und eine Beziehung mit Ralf Krieger eingegangen war. Krieger erklärt eine Familie zu haben, die er nicht aufs Spiel setzen und die Affäre nicht weiter aufrechterhalten wollte. Stefan hätte er aber nie etwas antun können. Brand findet heraus, dass Julia Krieger von ihrem Nebenbuhler wusste. Ein weiterer Verdächtiger ist Tharde Rickling, der seit einem Trainingszusammenstoß mit Stefan seine sportliche Profi-Laufbahn abrupt beenden musste.
Während der Ermittlungen wird Sybille Reif am Ufer des Rheins tot aufgefunden. Für die Kommissare ist nicht erkennbar, ob sie freiwillig von einer Brücke gesprungen ist, oder gestoßen wurde. Da sie aber offensichtlich der Polizei den Hinweis zum Fundort der Leiche gegeben hat, ist für Brand ein Suizid nicht schlüssig. Reif hatte sich nach dem Verschwinden von Stefan seinem Bruder zugewandt, sah aber immer nur Stefan in ihm, was ihre Beziehung belastete. Brand war nicht entgangen, dass der Junge sehr unter psychischem Druck zu stehen scheint. Sie will mit ihm reden und kommt hinzu, als Sebastian gerade ausrastet und seinen Stiefvater bedroht. Derart emotional aufgewühlt spricht er erstmals über die Ereignisse vor zwei Jahren. Er wäre so enttäuscht gewesen, dass Stefan ihn im Stich lassen wollte, woraufhin sie sich massiv gestritten hätten. Plötzlich sei Stefan umgefallen und hätte nicht mehr geatmet. Er wusste nicht, was er machen sollte und hätte Sybille Reif angerufen. Sie hätte ihm dann gesagt er solle die Leiche verscharren. Da Sybille in letzter Zeit immer mehr von ihm forderte und er immer mehr Stefan werden sollte, hätte er sie dann im Streit von der Brücke gestoßen.

## Hintergrund
Der Film wurde von der Warner Bros. International Television Production (Eyeworks) produziert und vom 17. November 2020 bis zum 17. Dezember 2020 in Köln und Umgebung gedreht.

## Rezeption

### Einschaltquote
Die Erstausstrahlung von Marie Brand und der Tote im Trikot am 10. November 2021 wurde in Deutschland von 8,15 Millionen Zuschauern gesehen und erreichte einen Marktanteil von 27,6 Prozent für das ZDF.

### Kritiken
Tilmann P. Gangloff urteilte für tittelbach.tv und bewertete die „Geschichte und den Schauplatz einigermaßen interessant“, aber insgesamt sieht er für die Filmreihe nicht mehr viel Potenzial. „Mittlerweile […] scheint endgültig die Luft raus zu sein, zumal offenbar auch das Hauptdarstellerduo Mariele Millowitsch und Hinnerk Schönemann seinen Rollen nichts mehr abgewinnen kann; gerade Schönemann ist in ‚Marie Brand und der Tote im Trikot‘ bloß noch ein Selbstzitat.“ Bei Prisma.de schrieb Hans Czerny: Es geht „diesmal um lauter ernste Dinge: Um Erpressung wegen Dopings, um ein Coming out, das eine Ehefrau nicht wahrhaben will, um einen Zwillingsbruder, der auf Geheiß des Stiefvaters, Inhaber eines florierenden Radgeschäfts, den Erfolgspart des Toten übernehmen sollte.“ „So bleibt nicht viel Raum für die obligatorische Komik des Kölner Krimis. Simmels Gags wirken diesmal wie gebremster Schaum – und was die nicht sonderlich spannende Recherche betrifft, so möchte man schier Mitleid mit ihm haben.“
Oliver Armknecht von film-rezensionen.de meinte: „Insgesamt ist ‚Marie Brand und der Tote im Trikot‘ […] ein solider Eintrag in einer durchgängig verlässlichen Krimireihe. Neue Fans wird das hier aber sicher nicht gewinnen. Und auch Altfans müssen sich die Frage stellen, ob das hier noch genügend bietet, um einen weiteren Film zu rechtfertigen.“ Auch wenn man es „als wohlig vertraut empfinden“ kann, „da wird einfach nur das Standardprogramm abgespult, welches die Fans kennen und wohl auch mögen.“
Die Kritiker der Fernsehzeitschrift TV Spielfilm vergaben kommentarlos die bestmögliche Wertung (Daumen nach oben).